# Pomarance
Pomarance è un comune italiano di 5 254 abitanti della provincia di Pisa in Toscana.

## Geografia fisica

### Territorio

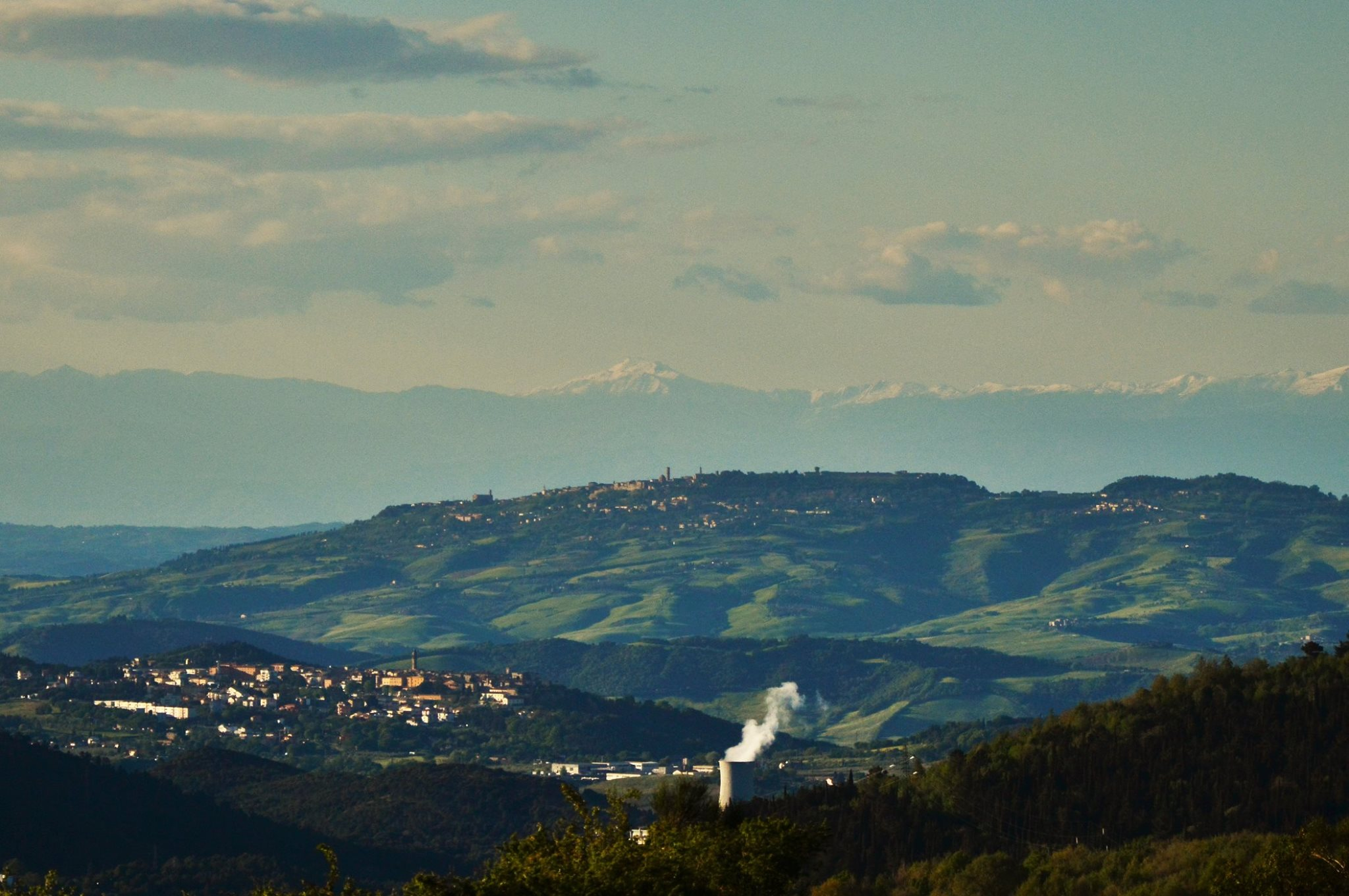
Veduta su Pomarance e Volterra

Situato su un colle a 370 metri sul livello del mare, Pomarance domina una vasta vallata, segnata dal fiume Cecina e dai suoi affluenti. Si trova al centro dell'alta val di Cecina, al confine tra la provincia di Pisa e quella di Siena. Il territorio è prevalentememte collinare, caratterizzato tanto da spazi coltivati e abitati quanto da aree boscose e isolate. Lontano dalle principali vie di comunicazione, Pomarance è raggiungibile principalmente dalla strada 439 venendo da Pontedera e da Follonica o dalla SS 68 venendo da Cecina. Comune storicamente importante per lo sviluppo e lo sfruttamento dell'energia geotermica nella frazione di Larderello, così chiamata in onore dell'ingegnere francese François Jacques de Larderel del XIX secolo che ne promosse lo sfruttamento.
Classificazione sismica: zona 3 (sismicità bassa), Ordinanza PCM 3274 del 20/03/2000

### Clima
- Classificazione climatica: zona D, 1874 GR/G
- Diffusività atmosferica: alta, Ibimet CNR 2002

## Storia
Il toponimo è attestato per la prima volta nel 1128 come Ripomarrancia. Mentre il primo elemento del nome è il latino ripa ("riva"), il secondo è più incerto e potrebbe derivare da un nome di persona romano Arranciae (forse di origine etrusca). Il toponimo potrebbe però derivare dall'italiano antico pomarancia, col significato di "melarancia".
Parte del territorio comunale fu l'epicentro del sisma del 2 agosto 1853, che raggiunse la magnitudo 4,63 della scala Richter ed il V-VI grado della scala Mercalli, e del terremoto delle Colline Metallifere del 19 agosto 1970, che raggiunse la magnitudo 5,01 della Scala Richter ed il VI grado della Mercalli.

### Simboli
Lo stemma del Comune di Pomarance, di antica origine, è stato ufficialmente riconosciuto con decreto del capo del Governo del 3 luglio 1930.
Il gonfalone, concesso con decreto del presidente della Repubblica del 12 gennaio 2007, è costituito da un drappo di rosso caricato dallo stemma comunale.

## Monumenti e luoghi d'interesse

### Architetture religiose
- Pieve di San Giovanni Battista

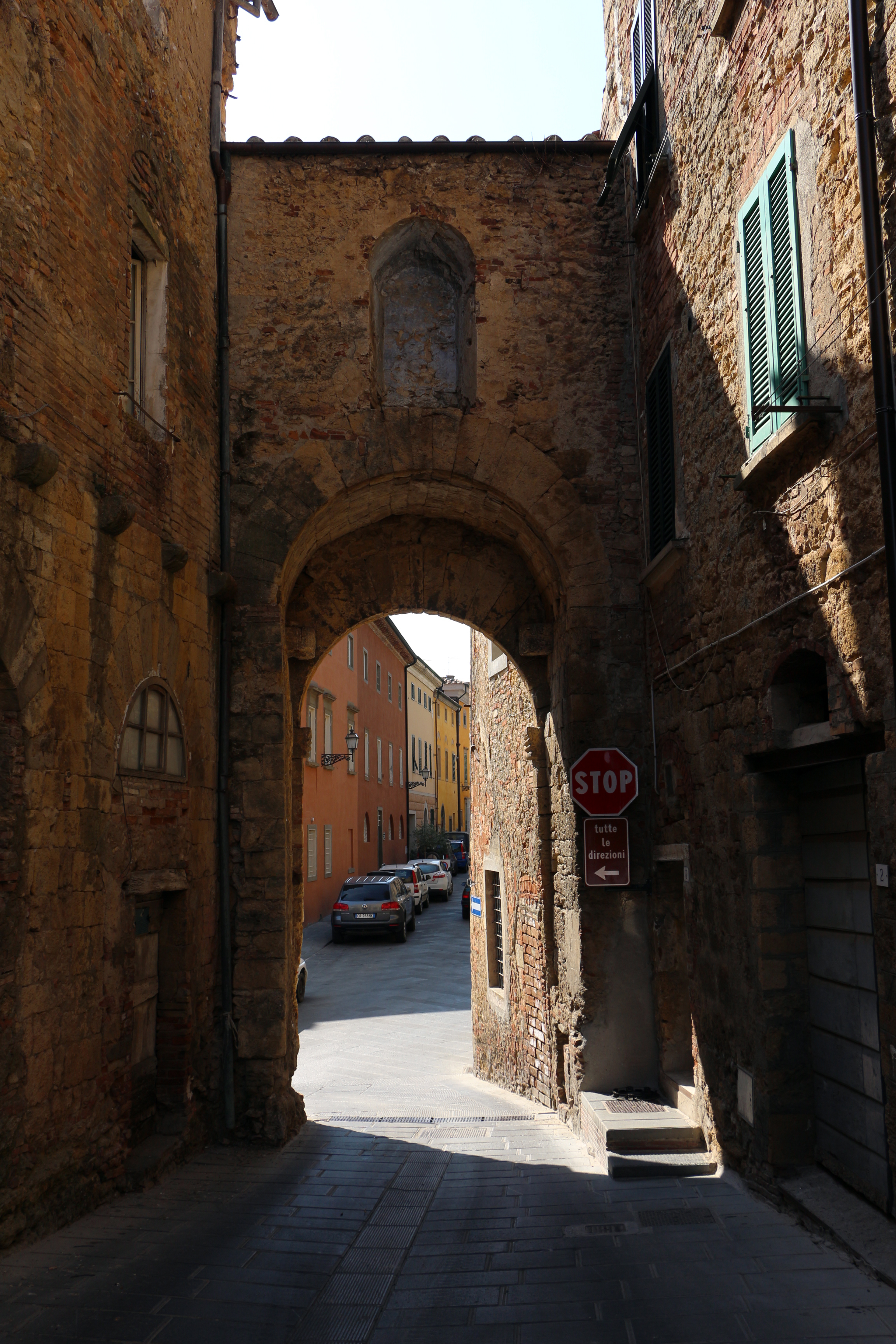
Porta Orcolina

- Eremo di San Michele alle formiche
- Pieve di San Giovanni Battista a Morba, in località Pieve a Morba
- Chiesa di Maria Santissima di Montenero, in località Lagoni Rossi
- Chiesa della Beata Maria Vergine a Larderello
- Chiesa di Maria Santissima di Montenero a Larderello
- Chiesa dei Santi Simone e Giuda a Libbiano
- Chiesa di San Martino a Lustignano
- Pieve di San Giovanni Battista a Lustignano
- Ex oratorio di San Potente a Lustignano
- Chiesa di San Michele Arcangelo a Micciano
- Oratorio della Madonna del Carmine a Micciano
- Chiesa della Madonna delle Grazie a Montecerboli
- Chiesa di San Cerbone a Montecerboli
- Chiesa di San Bartolomeo a Montegemoli
- Chiesa di San Dalmazio a San Dalmazio
- Chiesa di San Donato a Serrazzano
- Oratorio di Sant'Antonio a Serrazzano
- Pieve di San Giovanni Battista a Sillano, presso Rocca Sillana
- Oratorio della Madonna della Casa, presso Rocca Sillana

### Architetture civili
- Teatro De Larderel
- Teatro dei Coraggiosi
- Centro culturale Savioli
- Centro scolastico di Larderello
- Cinema-Teatro Florentia
- P.E.E.P - Zona di Gallerone
- Villaggio operaio (Larderello)
- Rocca Sillana

## Società

### Evoluzione demografica
Abitanti censiti

### Tradizioni e folclore
Ogni seconda Domenica di Settembre si svolge il Palio delle contrade, di recente istituzione, giunto alla 50ª edizione. I 4 rioni del paese si sfidano tramite rappresentazioni teatrali.

## Cultura

### Musica

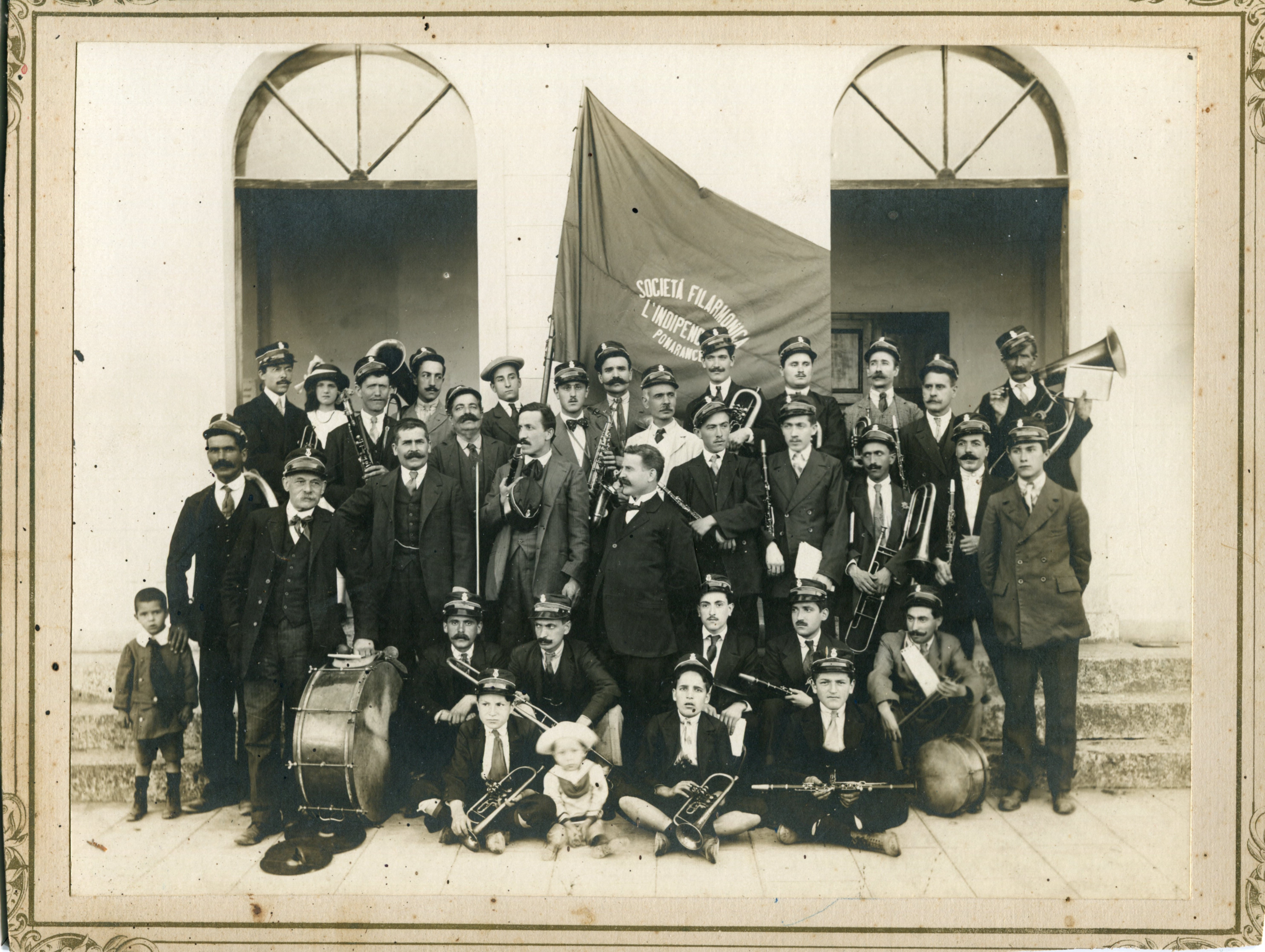
Filarmonica Giacomo Puccini di Pomarance, 1914

La filarmonica comunale fondata nel 1847 nasce col nome Società Filarmonica di Pomarance. Dal 1860 il direttore fu Giovanni Battista Checcucci, fino allo scioglimento nel 1885. La formazione moderna ribattezzata filarmonica Giacomo Puccini, partecipa a raduni bandistici come il Raduno Nazionale di Bande in Piazza San Pietro a Roma nel 1994 e il Giubileo delle Bande di Firenze del 2000. Comprende una scuola di musica.

### Eventi

#### Il Palio Storico delle Contrade di Pomarance
Il palio di Pomarance nasce nel 1958, come evento collaterale di un torneo calcistico, affiancato da un corteggio in abiti d’epoca.
Ben presto il palio si trasforma però in una “tenzone” teatrale. Dopo una pausa negli anni ’70 il Palio riprende le sue rappresentazioni nell’anno 1986. Il programma prevede che, ogni seconda domenica di settembre alle ore 15,30 le contrade si radunino in Piazza Sant’Anna, dove la settimana prima si è tenuta la cerimonia di investitura dei capitani (con benedizione da parte delle autorità civili e religiose del ‘cencio’ e delle contrade stesse), con l’inizio della sfilata per le vie del centro del paese. L’esibizione include il corteggio storico, con figuranti in costume d’epoca, la sfilata con i personaggi delle rappresentazioni teatrali.
La cerimonia di investitura trae spunto dalla tradizione cavalleresca/medievale durante la quale appunto il cavaliere veniva investito di tale titolo da parte del feudatario o del nobile presso il quale prestava servizio.
La cerimonia dell’investitura dei capitani in passato si svolgeva soltanto nella chiesa parrocchiale del paese dove i corteggi, in abiti storici, prendevano parte alle celebrazioni della messa, negli ultimi anni questa celebrazione viene effettuata nella piazza centrale del paese dove alla benedizione del parroco ci è affiancata anche la benedizione civile da parte del sindaco. Il rito civile prevede la formulazione della presente formula: “Capitano del Rione…. Nella lealtà del gioco del palio va e porta la tua contrada alla vittoria” Dopo la cerimonia di investitura seguono spettacoli di intrattenimento per il pubblico ed i figuranti.
Ogni contrada all’epoca della costituzione della stessa ha scelto un particolare momento storico per la realizzazione dei propri costumi, così che adesso è possibile ammirare copie di abiti medievali (Rione Marzocco) e rinascimentali (Rione Centro, Rione Paese Novo, Rione Gelso).

## Geografia antropica

### Frazioni
Libbiano è una delle più piccole frazioni del comune di Pomarance. Insieme a Micciano e Serrazzano, anch'esse frazioni del comune di Pomarance, condivide una delle più importanti foreste della provincia di Pisa: La Riserva naturale di Monterufoli-Caselli.
Sempre nelle vicinanze troviamo la frazione di Lustignano, borgo medievale che sorge sulle pendici del fiume Cornia che è zona di confine tra il comune di Pomarance e i comuni di Castelnuovo di Val di Cecina, Monteverdi Marittimo e Monterotondo Marittimo.
Le altre frazioni sono San Dalmazio (noto per essere la residenza dei discendenti della antica casata patrizia di Firenze, i Pruneti), Montegemoli, Larderello e Montecerboli.

## Infrastrutture e trasporti
Pomarance è interessata dalla strada regionale 439 che collega Follonica a Pontedera ed alla FI-PI-LI passando per Saline di Volterra e Montecatini Val di Cecina. A circa 12 km dall'abitato si trova la stazione di Volterra-Saline-Pomarance capolinea della linea Cecina-Volterra-Saline-Pomarance

## Amministrazione
Di seguito è presentata una tabella relativa alle amministrazioni che si sono succedute in questo comune.

{{ComuniAmminPrec |Nome = Graziano Pacini | Inizio 9 giugno 2024| Fine = in carica | Partito = {[La Sinistra per Pomarance bene comune]}

Fino al 1º marzo 2012 ha fatto parte della Comunità montana Alta Val di Cecina. Con lo scioglimento di quest'ultima, ha fondato con i comuni di Montecatini Val di Cecina e Monteverdi Marittimo, l'Unione montana Alta Val di Cecina.

## Sport

### Calcio
La squadra locale è l'U.S.D. Pomarance, militante in Prima Categoria e ha come colori sociali l'amaranto e il grigio.

### Basket
L'A.S. Basket Pomarance gestisce le varie squadre locali.